# Britanija (rimska provincija)
Britanija kao rimska provincija odnosi se na dijelove otoka Velike Britanije koji su bili u vlasti Rimskog Carstva između 43. i 410. Rimljani su zvali tu provinciju Britannia. Prije invazije Rimljana, Britanija iz željeznog doba već je imala kulturne i ekonomske veze s kontinentalnom Europom, ali su osvajači uveli velik razvoj u poljoprivredi, urbanizmu, industriji i arhitekturi ostavljajući nasljeđe koje je još uvijek vidljivo.
Povijesni spisi nakon dolaska Rimljana su rijetki, iako je dosta rimskih povjesničara spominjalo provinciju u prolazu. Mnogo našeg znanja o tom periodu protivi se arheološkim istraživanjima a pogotovo pismenim dokazima.
Nakon odlaska Rimljana uslijedilo je razdoblje poslijerimske Britanije.